# Yazan al-Arab
Yazan al-Arab (arabisch يزن أبو العرب, DMG Yazan Abū l-ʿArab; * 31. Januar 1996 in Russeifa) ist ein jordanischer Fußballspieler.

## Karriere

### Verein
Aus der U19 von al-Jazeera kommend, ging er zur Saison 2015/16 in die erste Mannschaft über. Nach mehreren Jahren, in denen er mit seinem Team oft auf dem zweiten Platz landete, wechselte er im Januar 2020 zu al-Wehdat und gewann mit diesen bereits in seiner ersten Saison die Meisterschaft. Nach einem weiteren Jahr bei al-Jazeera schloss er sich in Malaysia dem Selangor FC an. Nach zwei Jahren endete sein Vertrag im Oktober 2023.
Nach einer kurzen Phase im Irak bei al-Shorta von November 2023 bis Januar 2024, steht er seitdem in Katar beim Muaither SC unter Vertrag.

### Nationalmannschaft
Sein erstes bekanntes Spiel im Trikot der jordanischen A-Nationalmannschaft war ein 0:0-Freundschaftsspiel gegen Bahrain am 29. August 2017. Danach kam er nebst weiteren Freundschaftsspielen auch in der Qualifikation für die Asienmeisterschaft 2019 zum Einsatz. Sein erster Einsatz bei einem Turnier war ein Gruppenspiel in der Westasienmeisterschaft 2019. Anschließend kamen in den folgenden Jahren noch Einsätze in der Qualifikation für die Weltmeisterschaft 2022 hinzu.
Sein erstes großes Turnier war der Arabien-Pokal 2021, bei dem er in allen drei Gruppenspielen zum Einsatz kam. Nach der Qualifikation für die Asienmeisterschaft 2024 gehörte er auch bei der Endrunde zum Kader des Teams. Sein Turnier-Debüt gab er direkt im ersten Gruppenspiel gegen Malaysia.